# Fernand Hermie
Fernand Hermie, né le 24 janvier 1945 à Bottelare, est un coureur cycliste belge. Professionnel de 1967 à 1975, il a été champion de Belgique des militaires en 1965. Son père Michel a également été cycliste professionnel des années 1930 à 1950.

## Palmarès
- 1964
  - 3e de Gand-Staden
- 1965
  - Champion de Belgique des militaires
- 1967
  - 2e de Gand-Wevelgem amateurs
  - 2e du Zesbergenprijs Harelbeke
- 1969
  - 2e du Circuit des frontières 
  - 3e du Prix national de clôture
  - 3e du Grand Prix de Grammont
  - 3e du Grand Prix de Denain
- 1970
  - Grand Prix de la ville de Zottegem 
  - 2e du Omloop van de Westkust
  - 3e du Grand Prix du 1er mai - Prix d'honneur Vic De Bruyne
  - 3e du Circuit de la région linière
- 1971
  - Circuit de Flandre centrale
  - 2e de la Flèche côtière
  - 2e du Circuit du Pays de Waes
  - 2e du Circuit des régions fruitières
  - 2e de Harelbeke-Poperinge-Harelbeke
  - 2e du Grand Prix de Péruwelz
  - 3e du Circuit des Trois Provinces (Avelgem)
- 1972
  - 3e du Circuit du Sud-Ouest
- 1973
  - 3e du Prix national de clôture
- 1974
  - Textielprijs-Vichte
  - 2e de la Wingene Koers
  - 2e du Grand Prix Beeckman-De Caluwé
- 1975
  - 3e du Circuit du Houtland